# Dünnershaus
Dünnershaus è una frazione del comune svizzero di Langrickenbach, nel Canton Turgovia (distretto di Kreuzlingen).

## Storia

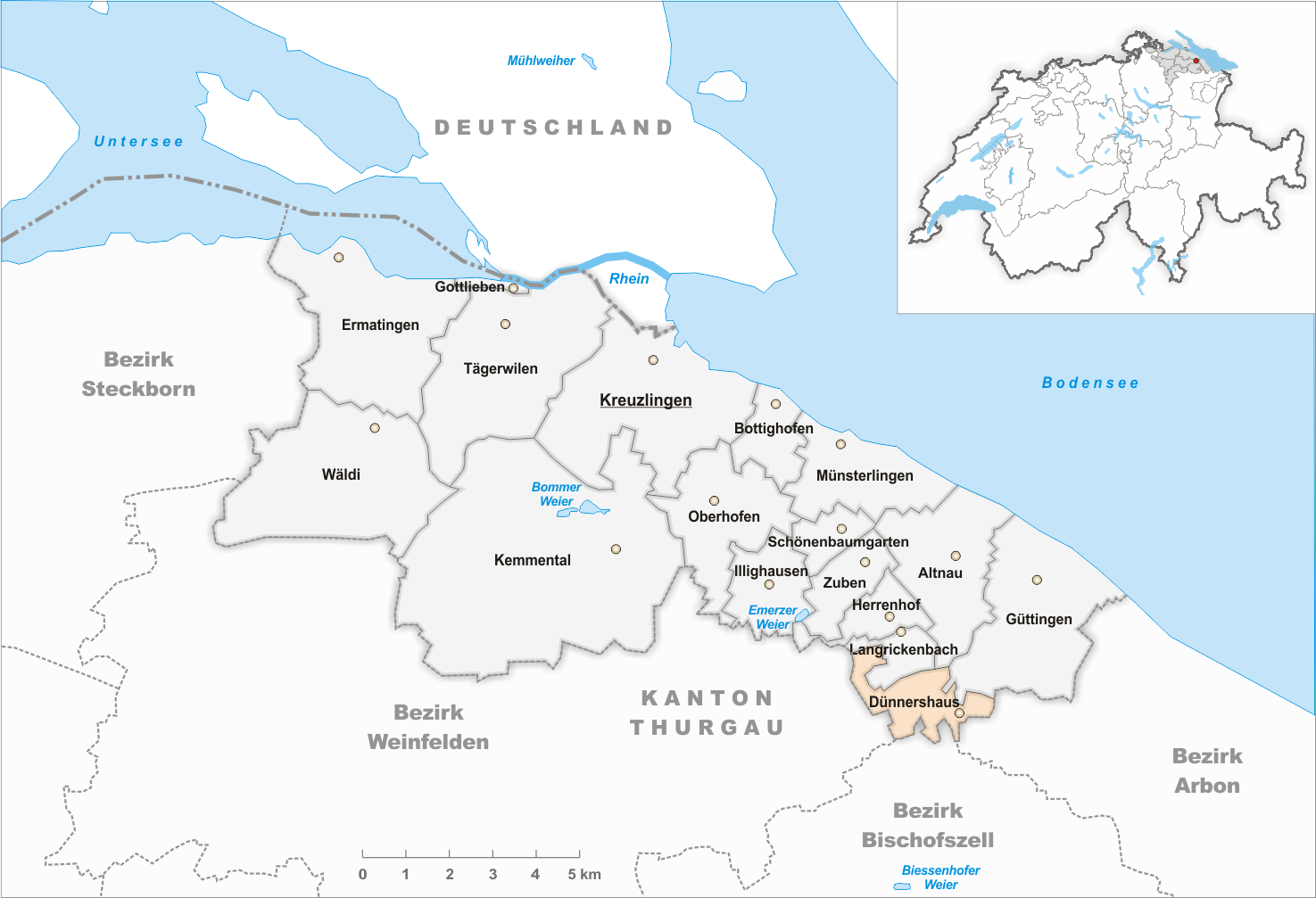
Il territorio del comune di Dünnershaus prima degli accorpamenti comunali del 1998

Già comune autonomo (Ortsgemeinde) che comprendeva anche le frazioni di Bärshof, Eggethof, Oberleuenhus, Rutishausen e Schönenbohl, nel 1998 è stato aggregato al comune di Langrickenbach assieme agli altri comuni soppressi di Herrenhof, Schönenbaumgarten e Zuben.

## Società

### Evoluzione demografica
L'evoluzione demografica è riportata nella seguente tabella:
Abitanti censiti

## Amministrazione
Ogni famiglia originaria del luogo fa parte del cosiddetto comune patriziale e ha la responsabilità della manutenzione di ogni bene ricadente all'interno dei confini della frazione.